# Хана Јаблонска
Хана Машутина (укр. Га́нна Григо́рівна Машу́тіна; 20. јул 1981 — 24. јануар 2011), позната под псеудонимима Ана Јаблонска (рус. А́нна Ябло́нская) и Хана Јаблонска (укр. Га́нна Ябло́нська), је била украјински драматург, песник и једна од жртава напада на аеродрому Домодедово 2011.

## Биографија
Рођена је 20. јула 1981. у Одеси, Украјинској Совјетској Социјалистичкој Републици. Под псеудонимом Ана Јаблонска (рус. Анна Яблонская) је објавила преко десетак драма на руском језику. Радња многих од њих се дешава у Русији, посебно у Санкт Петербургу. Од 2004. године је добила више награда на различитим књижевним и драмским догађајима у Русији (Москва, Јекатеринбург) и Белорусији (Минск). Написала је и низ лирских песама. Слетела је 24. јануара 2011. на аеродром Москва-Домодедово летом из Одесе, како би присуствовала церемонији као један од добитника награде 2010. часописа Cinema Art. Убрзо је убијена самоубилачким терористичким нападом са употребом снажних експлозивних средстава у међународној зони за преузимање пртљага.